# Christa Biederbick
Christa Biederbick (née le 17 décembre 1940 à Balve) est une sculptrice allemande.

## Biographie
Christa Biederbick étudie de 1958 à 1962 les arts graphiques à Dortmund et Münster et de 1964 à 1970 la peinture à l'université des arts de Berlin auprès de Hermann Bachmann.
Elle ouvre son atelier de sculpture en 1969.
En 1991, elle est professeur à l'université Johannes Gutenberg de Mayence.
Elle est membre du Gruppe Zebra (de) en 1976 puis du Deutscher Künstlerbund et du Künstlersonderbund in Deutschland et en 1991 de l'Académie libre des arts d'Hambourg (de).

## Ouvrages

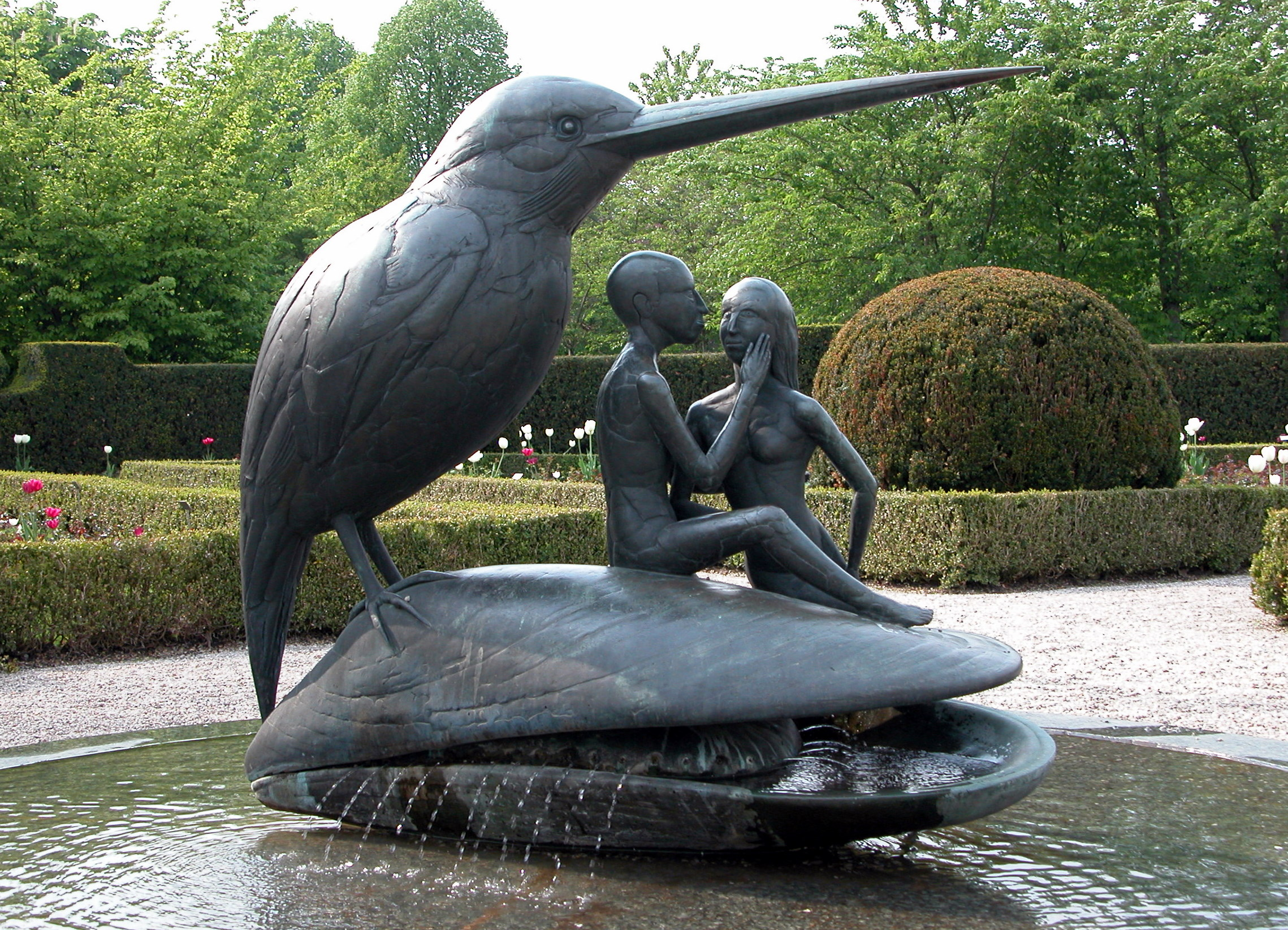
Vogelbrunnen Britzer Garten à Berlin
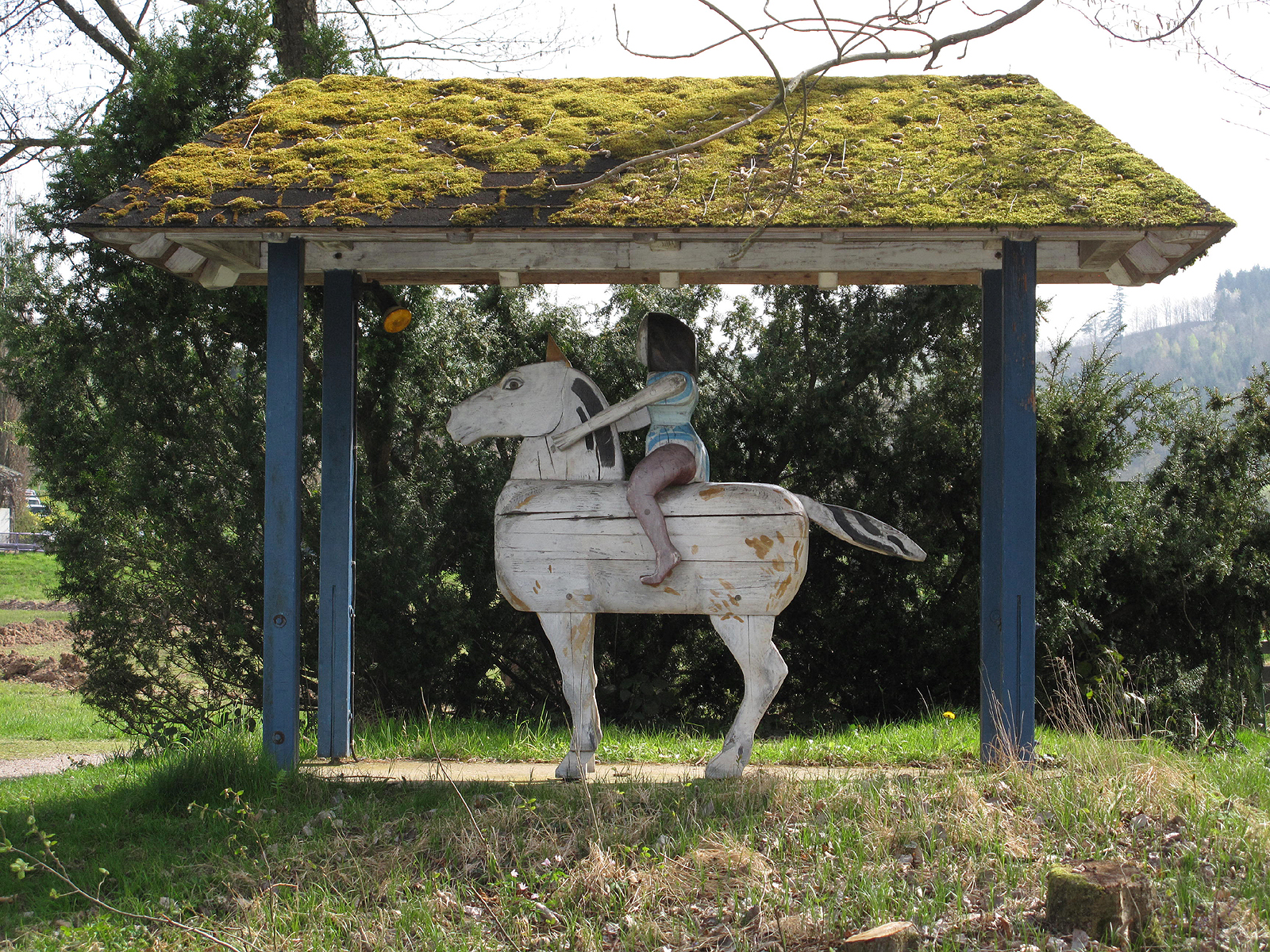
Kleine Reiterin, 1986 Parc de sculptures à Durbach
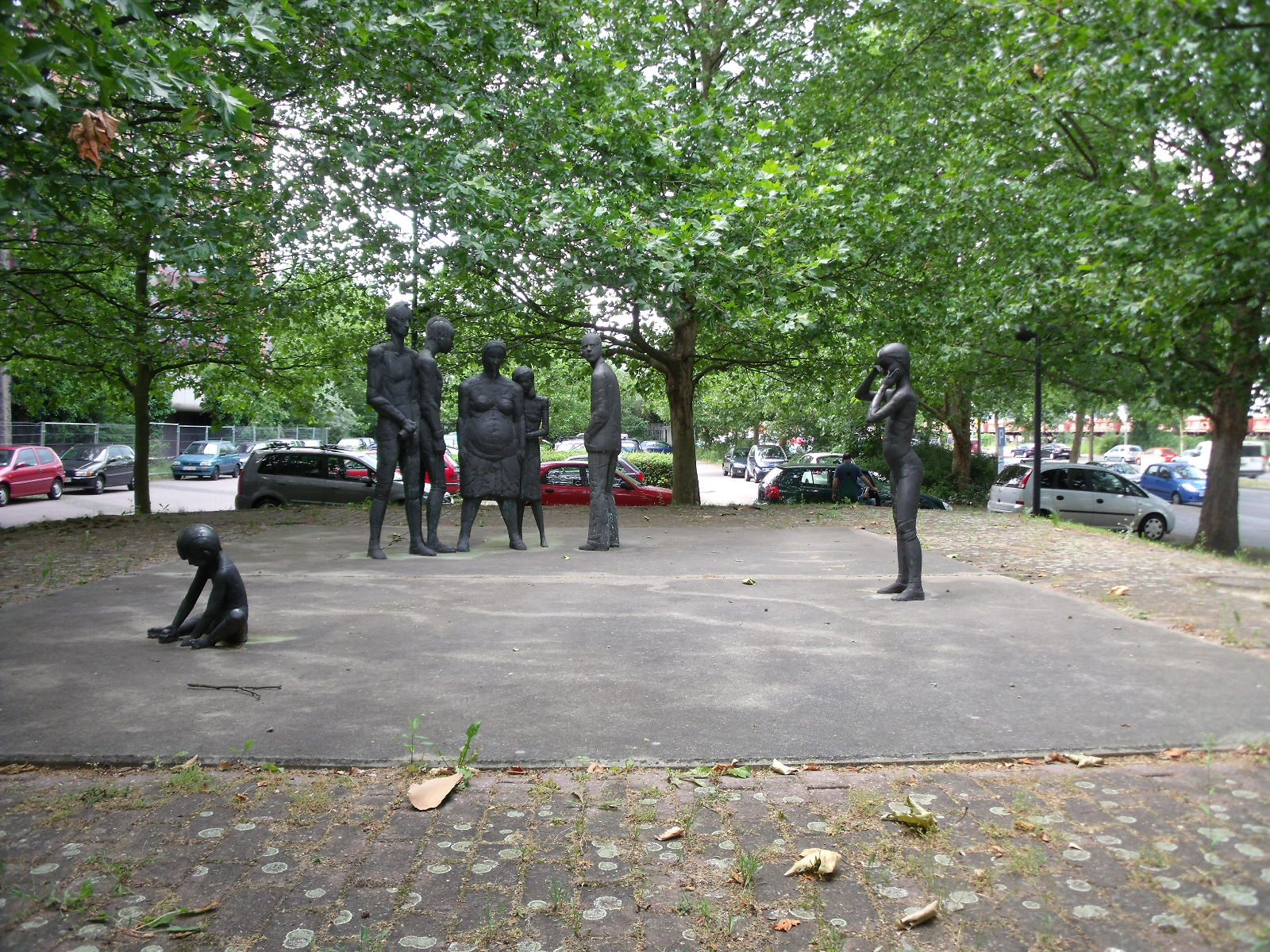
Personnes Berlin-Spandau

## Expositions
- Berlin Staatliche Kunsthalle 1982[1]

### Source de la traduction
- (de) Cet article est partiellement ou en totalité issu de l’article de Wikipédia en allemand intitulé « Christa Biederbick » (voir la liste des auteurs).